# Gertrud Wehl
Gertrud Wehl (* 10. Januar 1920 in Stolp; † 13. Mai 2015 in Hamburg) war eine deutsche christliche Missionarin, die sich besonders für Sinti und Roma engagierte.

## Leben
Wehl stammte aus einem pietistischen Elternhaus. Sie war das zweite von vier Kindern des Baustoffhändlers Paul Wehl und seiner Frau Martha geb. Raygrotzki. Die Familie kam ursprünglich aus Sensburg/Ostpreußen (heute Polen). Wehl wuchs in Stolp/Pommern (heute Polen) auf und absolvierte im elterlichen Betrieb eine Ausbildung zur Groß- und Einzelhandelskauffrau. Im Alter von 16 Jahren ist sie laut eigener Aussage eine entschiedene Christin geworden. 1945 flüchtete sie mit ihren Eltern vor dem Einmarsch der russischen Truppen. Ihre Flucht endete im Oldenburger Land. Dort war sie als Gemeindehelferin für evangelische Kirchengemeinden tätig.
Nach einem Aufenthalt im Vereinigten Königreich wurde Wehl 1953 Mitarbeiterin der Mission für Süd-Ost-Europa. Sie setzte sich besonders für die in Norddeutschland lebenden Sinti-Familien ein. In den 60er Jahren zog sie in der Zeit der Sommerferien wiederholt mit Sinti-Familien und deren Wohnwagen durch Westdeutschland, Österreich und die Schweiz, um Missionsveranstaltungen durchzuführen. Wehl wurde als „Mutter der Zigeuner“ verehrt. Seit den späten 60er Jahren führte sie auch in den Ländern der früheren Sowjetunion mit Mitarbeitern der Evangeliums-Christen regelmäßig Missionseinsätze durch.
Wehl war Mitglied der Internationalen Missions-Konferenz. Sie war als Missionarin tätig und lebte bis zu ihrem Tod in Hamburg.